# ریچارد بی. اوگیلوی
ریچارد بی. اوگیلوی (انگلیسی: Richard B. Ogilvie؛ ۲۲ فوریه ۱۹۲۳ – ۱۰ مه ۱۹۸۸ (سن ۶۵)) سیاست‌مدار اهل ایالات متحده آمریکا بود.
وی همچنین برندهٔ جوایزی همچون پرپل هارت شده‌است.